# Philip James de Loutherbourg
Philip James de Loutherbourg (Strasburgo, 31 ottobre 1740 – Chiswick, 11 marzo 1812) è stato un pittore britannico di origini francesi, noto per le sue opere raffiguranti soggetti avente come tema il mare, per le sue elaborate scenografie per i teatri di Londra e per l'invenzione di una tipologia di teatro chiamato "Eidophusikon".
Durante la sua vita aveva manifestato interessi per l'occulto ed era un amico del truffatore Alessandro Cagliostro.

## Biografia

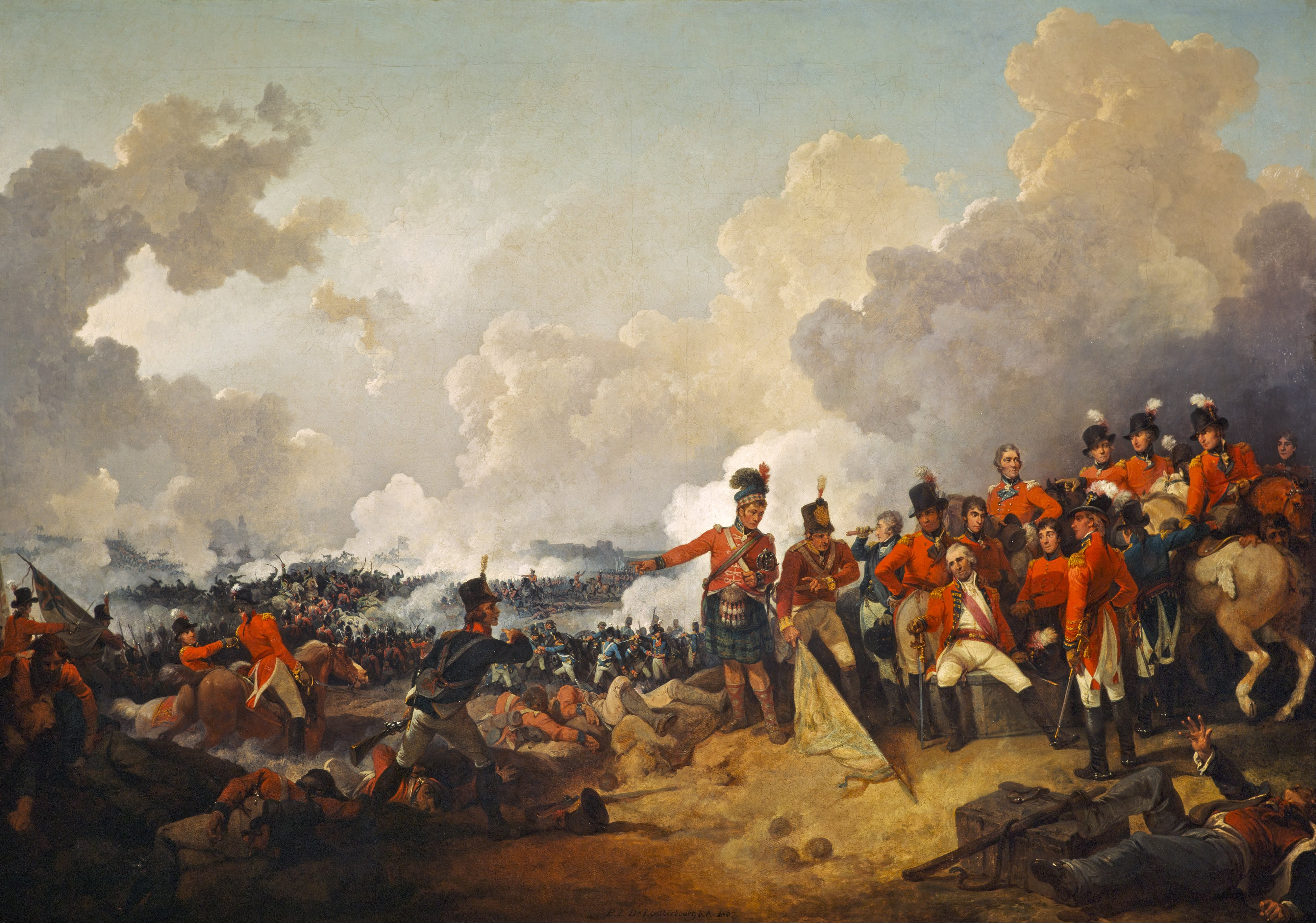

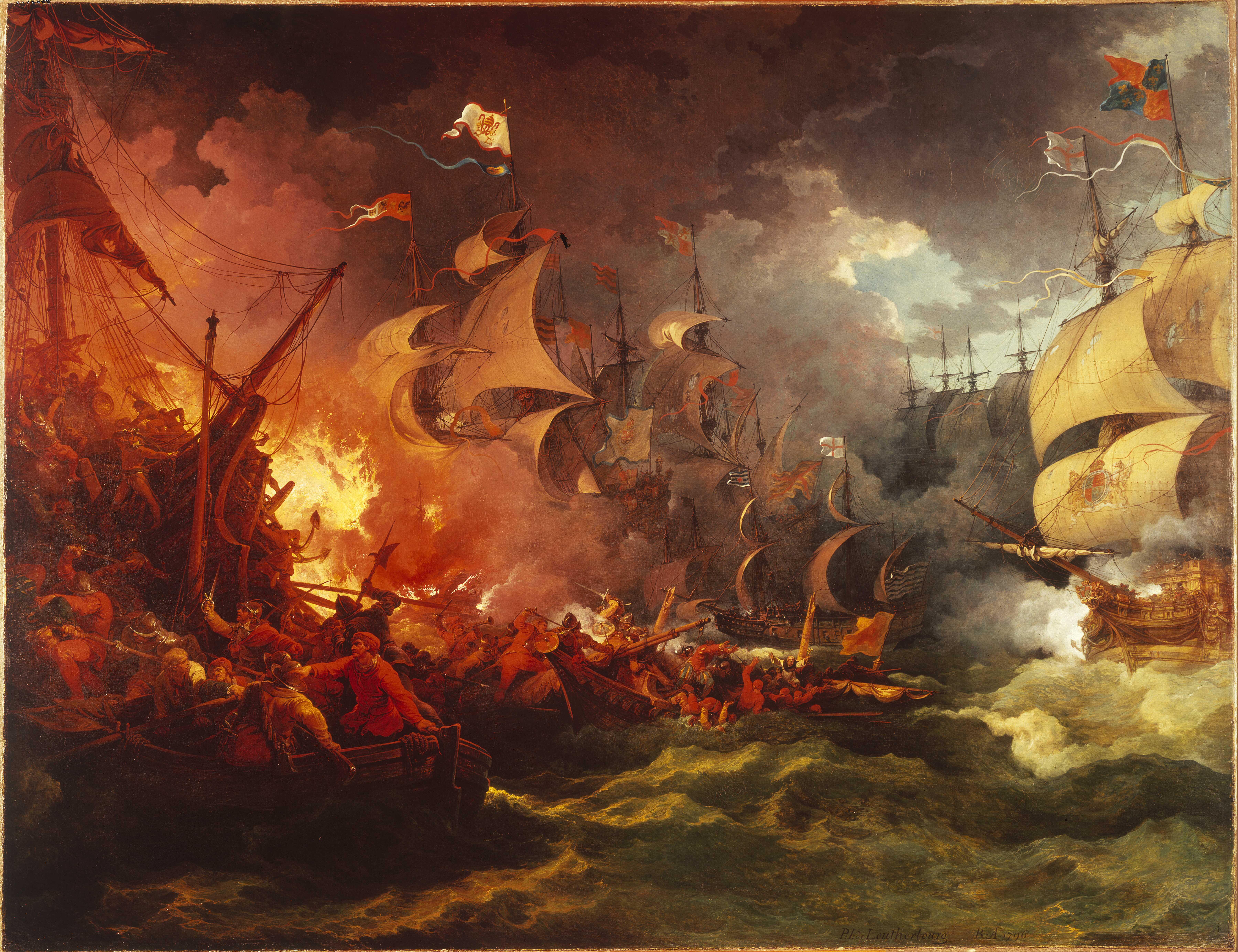

Destinato a diventare pastore luterano, rifiutò la carriera ecclesiastica e decise di dedicarsi alla pittura. Nel 1755 fu allievo di Charles-André van Loo a Parigi, e successivamente di Francesco Giuseppe Casanova. Nel 1768 fu accolto all'Accademia francese sebbene ancora fosse troppo giovane e non rispettasse il requisito d'età richiesta dalle regole dell'accademia.
Successivamente viaggiò attraverso la Svizzera, la Germania e l'Italia. 
Nel 1771 si trasferì a Londra, dove David Garrick lo assunse pagandolo 500 sterline all'anno per realizzare scenari, costumi e supervisionare le attrezzature da palcoscenico del Drury Lane Theatre. Continuò a lavorare a teatro fino al 1785. Nonostante ciò, trovò il tempo per dipingere. Svariate sue opere, che ritraevano battaglie navali, furono commissionate per commemorare le vittorie della marina britannica. Nel 1781 venne nominato membro della Royal Academy. Morì a Chiswick nella parte occidentale di Londra nel 1812.
Fu sepolto nel vecchio cimitero di Chiswick, adiacente al cimitero della Chiesa di San Nicola di Chiswick.
Molti suoi dipinti sono conservati nelle collezioni di molte istituzioni britanniche tra cui il Tate Britain, il Museo Victoria e Albert, il National Portrait Gallery, il Royal Academy of Art, Leicester, Farnham e Derby Art Gallery.